# たかみ
たかみ（ローマ字：JDS Takami, MSC-630、YAS-82）は、海上自衛隊の掃海艇。たかみ型掃海艇の1番艇。艇名は高見島に由来する。

## 艦歴
「たかみ」は、第3次防衛力整備計画に基づく昭和42年度計画掃海艇330号艇として、日立造船神奈川工場で1968年9月25日に起工され、1969年7月15日に進水、1969年12月15日に就役し、第1掃海隊群に編入され、呉に配備された。
1970年1月22日、第1掃海隊群隷下に第41掃海隊が新編され、同日付で就役した「いおう」とともに編入された。
1974年8月28日、第41掃海隊が呉地方隊阪神基地隊に編入。
1986年3月27日、特務船に種別変更され、船籍番号がYAS-82に変更。大湊地方隊隷下の大湊港務隊に編入された。
1988年3月10日、大湊水中処分隊に編成替え。
1992年3月12日、除籍。